# Wilhelm Schmidt (Schriftsteller, 1872)
Wilhelm Schmidt, Pseudonym: Wilhelm Schmidt-Fischerbrook (* 11. März 1872 in Rostock; † 15. Mai 1941 ebenda) war ein deutscher Pädagoge, Journalist, Herausgeber und niederdeutscher Schriftsteller.

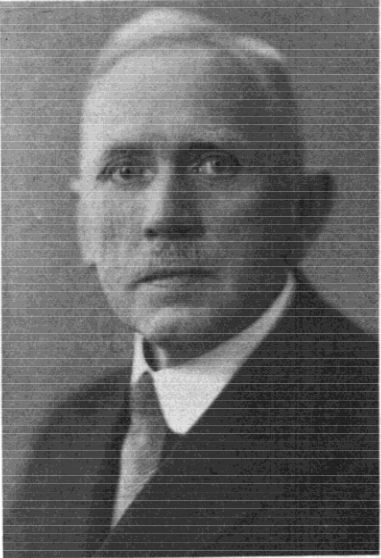
Wilhelm Schmidt (1872–1941)

## Leben
Wilhelm Schmidt wurde 1872 als Sohn eines Rostocker Schiffers geboren. Nach dem Besuch der Bürgerschule ging er zunächst an die Präparandenanstalt und dann an das Lehrerseminar in Neukloster. Von 1895 bis 1921 war er als Lehrer in Rostock tätig. Seine Pensionierung erfolgte vorzeitig auf Grund einer schweren Erkrankung.
1898 war er Mitbegründer des Plattdütschen Vereins för Rostock un Ümgegend. Er rezitierte aus den Werken Fritz Reuters und John Brinckmans, war Sammler niederdeutscher Redewendungen und Anekdoten, um diese Sprache und Kultur zu bewahren. Eine intensive Freundschaft verband Wilhelm Schmidt mit dem Volkskundler Richard Wossidlo. Auf Schmidts Initiative hin ernannte der Plattdeutsche Verein für Rostock und Umgegend Wossidlo im Jahre 1907 zum Ehrenmitglied. Schmidts Interesse galt besonders dem Werk John Brinckmans. 1914 war er der Herausgeber einer John-Brinckman-Biographie. Bereits ab 1904 hatte er, unterstützt von dem Illustrator Adolf Jöhnssen, mit der Edition einer Auswahl der Werke des Dichters begonnen. Enger Kontakt bestand zu John Brinkmans Witwe und dessen Sohn Max.
Die Rostocker Stadtverwaltung hatte erstmals ab 1922, ebenfalls auf einer Idee Schmidts beruhend, in Zusammenarbeit mit der Arbeitsgemeinschaft der Heimatvereine auf dem Plattdeutschen Volkstag den John-Brinckman-Preis verliehen. Dieser galt als Ehrenpreis für Dichter, Schriftsteller, Wissenschaftler und Künstler des niederdeutschen Volkstums und der plattdeutschen Sprache. Preisträger waren etwa Richard Ohnsorg, der Leiter des späteren Ohnsorg-Theaters und Professor Wossidlo. 1935 wurde Wilhelm Schmidt selbst für sein Gesamtwerk mit diesem Preis geehrt.
Schmidt nutzte verschiedene Pseudonyme, Wilhelm Fischerbrok und Hinnik Isen wählte er für seine journalistische Arbeit in der Tagespresse, eigene Werke wurden etwa unter Wilhelm Schmidt-Fischerbrook oder Wilhelm Schmidt-Rostock herausgegeben. Wilhelm Schmidt starb 1941 kurz nach Vollendung seines 69. Lebensjahres, er wurde auf dem Rostocker Neuen Friedhof bestattet (Feld Od 60).

## Werke (Auswahl)

### Als Schriftsteller
- Wat Vagel Grip vertellt. Geschichten un Dönken in Meckelbörger Platt (Haak, Ribnitz 1910)
- Seemannsblot orer de Schönheit ut Tripolis Schwank, (Selbstverlag, Rostock 1912)
- John Brinckman. Leben und Werk (Kaufungen, Rostock 1914)
- De leckern Füsiliere orer De Häunerkrieg in Fischkaten: En Soldatenschwank (Selbstverlag, Rostock 1915)
- Dünung. Schippermärken und Seemannssagen (Hinstorff, Wismar 1919)
- Hannis Bo-i un anner Geschichten (Koch, Rostock 1933)
- Ann Strand’n (Koch, Rostock 1936)
- Kiek in de Sünn (Koch, Rostock 1940)
- Ick will juch wat vertellen ... Plattdeutsche Märchen, Rätsel, Läuschen, Geschichten und Gedichte (Hinstorff, Rostock 1988)
- Uemmer manierlich! : Un anner Vertellers (Hinstorff, Rostock 1994)
- Schippermärken un Seemannssagen (Hinstorff, Rostock 1996)

In den Mecklenburgischen Monatsheften erschienen zahlreiche Artikel, eine vollständige Liste ist bei der LBMV zu finden (siehe Weblinks), hier eine Auswahl:
- Adolf Jöhnssen, ein Maler der Heimat (1927)
- Vom Rostocker Pfingstmarkt (1931)
- Detloff Carl Hinstorff. Leben und Wirken eines mecklenburgischen Buchhändlers (1931)
- Meckelbörger Heimatarbeit binnen und buten (1933)

### Als Herausgeber
- Vagel-Grip-Kalender (Adlers Erben, Rostock ab 1760)
- Großherzoglich Mecklenburg-Schwerinscher und Mecklenburg-Strelitzer Kalender im Volksmund genannt: Voß-un-Haas-Kalender (Hinstorff, Rostock ab 1864) (hier als Mitarbeiter)
- Ludwig Kreutzer: Zehn mecklenburgischen Volkserzählungen, Illustrationen von Adolf Jöhnssen (Boldt, Rostock 1904)
- John Brinckman: Kasper Ohm un ick, Illustrationen von Adolf Jöhnssen (Nister, Nürnberg 1905)
- John Brinckman: De Generalreeder (Hinstorff, Wismar 1918)